# Zenata, Argelia
Zenata es una ciudad y municipio en la Provincia de Tlemcen en el noroeste de Argelia.